# Pala d'Oro

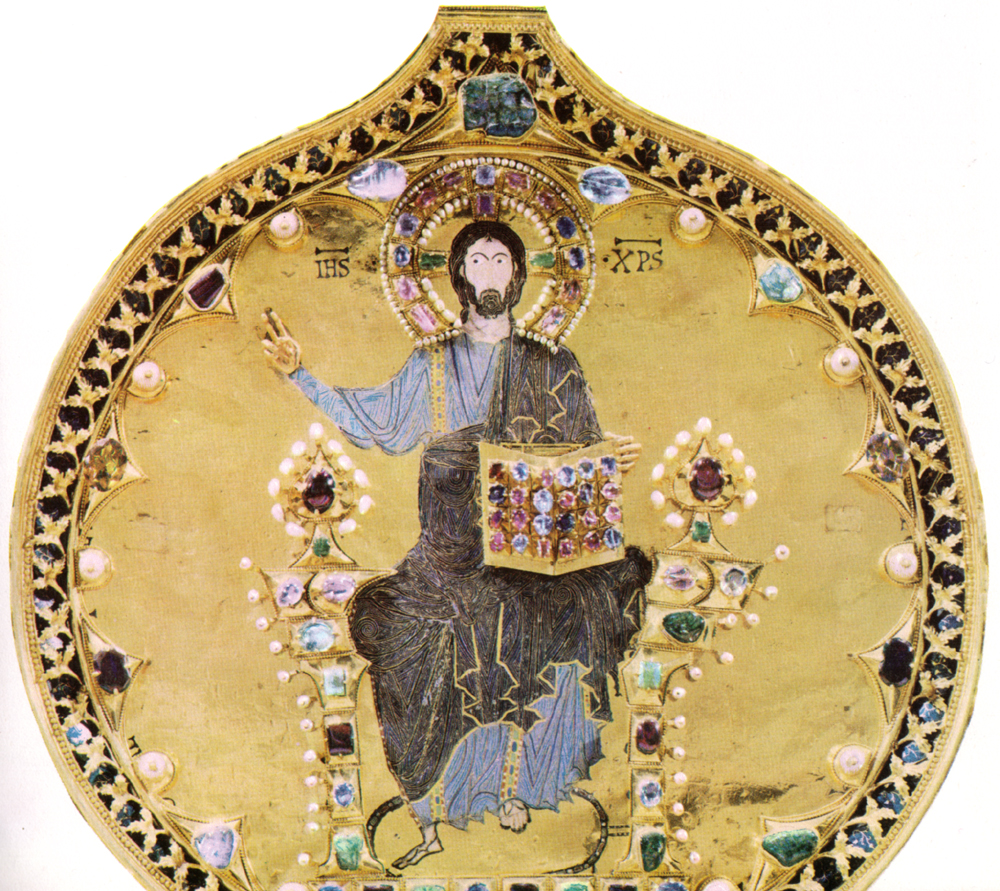
Centralpanelen i Pala d'Oro.

Pala d'Oro kallas en berömd prydnad på högaltaret, ursprungligen en altarförsats i Markuskyrkan i Venedig.

Den består av en mängd i silver och guld utförda reliefer med scener ur Jesu levnad samt är även prydd med emaljer och ädelstenar. De äldsta partierna är ett bysantinskt arbete från slutet av 900-talet, en omarbetning skedde under 1100-1300-talen.